# 库克斯 (阿尔代什省)
库克斯（法語：Coux，法語發音：[kuks]）是法国阿尔代什省的一个市镇，属于普里瓦区。

## 地理
库克斯（44°44'2"N, 4°37'13"E）面积12.02 平方千米，位于法国奥弗涅-罗讷-阿尔卑斯大区阿尔代什省，该省份为法国东南部内陆省份，北起顺时针与卢瓦尔省、伊泽尔省、德龙省、沃克吕兹省、加尔省、洛泽尔省和上盧瓦爾省接壤。
与库克斯接壤的市镇（或旧市镇、城区）包括：阿利萨斯、绍梅拉克、弗拉维亚克、利亚斯、普里瓦。
库克斯的时区为UTC+01:00、UTC+02:00（夏令时）。

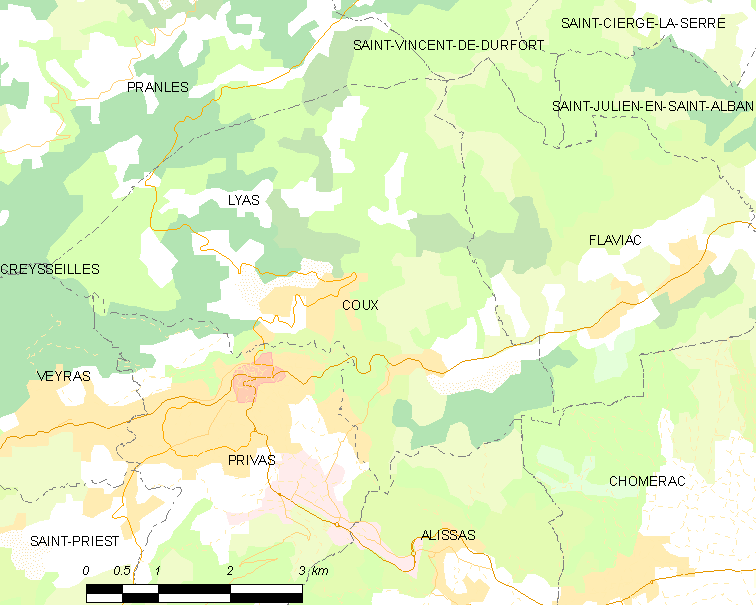
库克斯的OSM定位图

## 行政
库克斯的邮政编码为07000，INSEE市镇编码为07072。

## 政治
库克斯所属的省级选区为普里瓦县。

## 人口

1962-2008年间库克斯人口变化图示

库克斯于2022年1月1日时的人口数量为1664人。